# ФК Табор Сежана
НК Табор Сежана је словеначки фудбалски клуб из Сежане, у Словенији.